# Беспорядки в Эквадоре (2010)
Беспорядки в Эквадоре (30 сентября 2010 г.) произошли в результате акции протеста эквадорских военных и полицейских, лишённых ряда надбавок и льгот, перешедшей в попытку насильственного отстранения от власти президента Эквадора Рафаэля Корреа, а также в столкновения с правительственными войсками, сохранившими верность президенту, и его сторонниками.
29 сентября Парламент Эквадора принял законопроект, сокращающий надбавки и льготы военным, полицейским и другим государственным служащим.
На следующий день, 30 сентября, страну охватили массовые акции протеста и беспорядки. Президент Рафаэль Корреа, попытавшийся обратиться к демонстрантам на одной из акций протеста, был подвергнут нападению, в него бросили несколько гранат со слезоточивым газом. Госпиталь, куда он обратился за медицинской помощью, протестующие полицейские окружили плотным кольцом. Мятежники захватили аэропорты и здание парламента, по всей стране были блокированы автотрассы. Правительство объявило о введении чрезвычайного положения.
1 октября президент после 12-часового заточения в госпитале был освобожден правительственными войсками и увезён на бронированном автомобиле, после чего вернулся в президентский дворец и со своего балкона выступил перед своими сторонниками, назвав происходящее попыткой государственного переворота.

## Реакция международного сообщества
Президент Венесуэлы Уго Чавес осудил попытки государственного переворота и заявил, что он и другие лидеры Южной Америки «очень вовремя мобилизовались и выразили протест против переворота». Президент Чили Себастьян Пиньера также заявил «об абсолютной и полной поддержке президента Корреа», и призвал «все демократические страны в Южной Америке к поддержке эквадорской демократии». Гватемальский президент Альваро Колом призвал международное сообщество осудить «попытки переворота, похожие на те, что произошли в Гондурасе»
Аргентина, Боливия, Бразилия, Колумбия, Чили, Мексика, Уругвай, Парагвай, Перу и Испания также заявили о полной поддержке правительства Корреа. Аргентинский министр иностранных дел Эктор Тимерман сказал: «Латиноамериканские демократии не позволят повторить в Эквадоре удачный переворот, как это было в Гондурасе». Правящее правительство Гондураса также направило послание в поддержку президента Корреа после новостей о кризисе в Эквадоре.